# Jusqu'à l'amour
Albums de Sages Poètes de la Rue
Qu'est-ce qui fait marcher les sages?
(1995) Après l'orage
(2002)
Jusqu'à l'amour est le deuxième album des Sages Poètes de la Rue.

## Liste des Titres

### Disque 1
| No  | Titre                                  | Musique                | Auteur                                   | Durée |
| --- | -------------------------------------- | ---------------------- | ---------------------------------------- | ----- |
| 1.  | Intro                                  |                        |                                          | 1:34  |
| 2.  | J'rock la place                        | Zoxeakopat             | Zoxea, Dany Dan, Melopheelo              | 4:36  |
| 3.  | La guerre commence                     | Zoxeakopat             | Zoxea, Dany Dan, Melopheelo              | 5:14  |
| 4.  | J'rap pour les mino(rités)             | Zoxeakopat             | Zoxea, Dany Dan, Melopheelo              | 3:39  |
| 5.  | Le train de minuit                     | Zoxeakopat, Melopheelo | Zoxea, Dany Dan, Melopheelo              | 4:37  |
| 6.  | Si tu rap faux (featuring Buddah Monk) | Zoxeakopat             | Zoxea, Dany Dan, Melopheelo, Buddah Monk | 5:20  |
| 7.  | Barre chocolatée                       | Melopheelo             | Zoxea, Dany Dan, Melopheelo              | 5:23  |
| 8.  | Bouge tête seuf'                       | Zoxeakopat             | Zoxea, Dany Dan, Melopheelo              | 3:32  |
| 9.  | Voulez-vous bouger ?                   | Zoxeakopat             | Zoxea, Dany Dan, Melopheelo              | 4:21  |
| 10. | Un homme et un micro                   | Zoxeakopat             | Zoxea, Dany Dan, Melopheelo              | 4:57  |
| 11. | Je reste au centre                     | Melopheelo             | Zoxea, Dany Dan, Melopheelo              | 4:49  |
| 12. | À quoi ça sert les pleurs              | Zoxeakopat             | Zoxea, Dany Dan, Melopheelo              | 5:42  |

### Disque 2
| No  | Titre                 | Musique                | Auteur                      | Durée |
| --- | --------------------- | ---------------------- | --------------------------- | ----- |
| 1.  | La bête domptée       | Zoxeakopat             | Zoxea, Dany Dan             | 3:38  |
| 2.  | On inonde les ondes   | Logilo                 | Melopheelo                  | 4:04  |
| 3.  | Dans ce monde         | Melopheelo             | Zoxea, Dany Dan, Melopheelo | 5:15  |
| 4.  | Victoire              | Melopheelo, Zoxeakopat | Zoxea, Dany Dan, Melopheelo | 4:44  |
| 5.  | Champion              | Zoxeakopat             | Zoxea, Dany Dan, Melopheelo | 3:13  |
| 6.  | Crève la meuf         | Melopheelo             | Zoxea, Dany Dan, Melopheelo | 4:40  |
| 7.  | Sur le beat Yo!       | Zoxeakopat             | Dany Dan, Melopheelo        | 4:03  |
| 8.  | Chatte casseur        | Melopheelo             | Zoxea                       | 5:04  |
| 9.  | Des voix dans ma tête | Zoxeakopat             | Dany Dan                    | 3:49  |
| 10. | Mascarade             | Zoxeakopat             | Zoxea, Dany Dan             | 4:45  |
| 11. | J'aurais bien aimé    | Zoxeakopat             | Zoxea, Dany Dan, Melopheelo | 6:08  |
| 12. | Fintro                |                        |                             | 0:54  |